# Tamara Crow
Tamara Crow, född den 3 februari 1977 i St Louis, Missouri, är en amerikansk konstsimmare.
Hon tog OS-brons i lagtävlingen i konstsim i samband med de olympiska konstsimstävlingarna 2004 i Aten.